# آل رشید
آل رشید نام حاکمان نیمه مستقل سرزمین حجاز یعنی مکه و مدینه در دوران امپراطوری عثمانی می‌باشد.

## تاریخ
همپیمانان انگلیس نیز بوده‌اند اما طی معامله ای که ابن سعود با حکومت انگلیس توسط مستر همفر جاسوس انگلیسی برای تسلط به تمام سرزمینهای نجد و حجاز در شبه جزیره عربستان می‌نماید، انگلیس حمایت خود را از آل رشید ساقط نموده و در حالیکه امپراطوری عثمانی از هم پاشیده شده بود، ابن سعود طی یک جنگ و با قساوت قلب تمام و با خونریزی و تخریب فراوان با همکاری گروهی به نام الاخوان که پیروان ابن عبدالوهاب بودند توانست آن‌ها را از سرزمین حجاز بیرون نماید.
پس از آن برای دلجویی از آل رشید حکومت انگلیس موافقت نمود یکی از فرزندان حاکم مکه، پادشاه کشورهای تازه تأسیس عراق و دیگری پادشاه اردن شوند.
بیشتر اعضای این قبیله پس از اخراج از عربستان به عراق و قطر مهاجرت نمودند و تعدادی از ایشان پس از مصوبه جنجالی مجلس ایران برای اختصاص دو کرسی پارلمانی به نمایندگان استان بحرین، توسط انگلستان تحت عنوان سیاستی که آن را ایرانی زدایی (یا به انگلیسی: Deiranisation) نامیدند به بحرین مهاجرت داده شدند.
برخی معتقدند که بیشتر اعضای این قبیله پس از سال‌های ۱۹۹۰ از عراق به عربستان بازگشته‌اند.

## حاکمان
- عبدالله بن رشید
- طلال بن عبدالله
- متعب بن عبدالله
- بندر بن طلال
- محمد بن عبدالله
- عبدالعزیز بن متعب
- متعب بن عبدالعزیز
- سلطان بن حمود
- سعود بن حمود

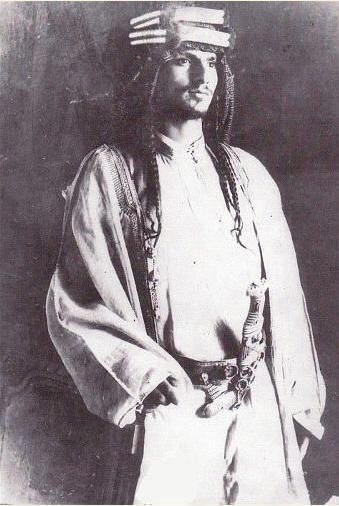
سعود بن عبدالعزیز رشید

- سعود بن عبدالعزیز رشید (از ۱۹۱۰ میلادی تا ۱۹۲۰) در حالی که پسر ۱۰ ساله ای بود به حکومت رسید و از سوی خانواده مادری (آل سبحان) حکومت اداره می‌گردید تا وی به سن حکومتداری رسید.
- عبدالله ابن متعب
- محمدبن طلال[۱]